# Олександра Каштанова
Олександра Каштанова (22 липня 1995, Бакали, Росія) — молода російська акторка театру і кіно, співачка і композитор.

## Біографія
Олександра Каштанова народилась 22 липня 1995 р. у селищі Бакали поблизу міста Уфи. З дитинства обожнювала співати, тому змалку вивчала вокал і музику.
У школі захоплювалася настільним тенісом. Батько Анатолій (професійний спортсмен) давав настанови доньці для покращення її спортивних здібностей. В результаті Олександра стала кандидатом в майстри спорту. Також молода акторка має спортивний розряд в легкій атлетиці.
У 2015 році закінчила середню освіту і вступила до Музичного училища імені Гнесіних на спеціальність «Вокальне мистецтво». У 2017 році закінчила школу драми Германа Сідакова за напрямом акторська майстерність. 

## Кар'єра
Дебют Олександри у кіно відбувся в 2017 році у комедії «Як повернути чоловіка за 30 днів», де акторка зіграла дочку героїні Олени Дарину. Наступною її роботою був міні-серіал «Жіноча версія. Дідова онучка».
У 2019 році акторка брала участь відразу в трьох проектах. Спершу дівчина знялася у фільмі «Єдина радість», а після цього у серіалах «Барс» і «Наречена комдива». Далі акторку запросили на головну роль в міні-серіал «Котячий будинок». Після епізоду в детективній мелодрамі «Теорема Піфагора» Олександра Каштанова отримала головну роль в проекті Сергія Щербіна «Мій коханий друг». 
У 2020 році на телеканалі «Росія 1» вийшло продовження серіалу "Наречена комдива", де Олександра Каштанова знову зіграла роль доньки комдива.
Зараз акторка продовжує розвивати свою кар'єру в кіно і вдосконалює свій вокал. Каштанова також знялася у фільмах «Готель "Фенікс"» і «Котячий будинок». 

## Фільмографія
| Рік  | Українська назва                 | Оригінальна назва                |
| ---- | -------------------------------- | -------------------------------- |
| 2017 | Як повернути чоловіка за 30 днів | Как вернуть мужа за 30 дней      |
| 2018 | Жіноча версія. Дідова онучка     | Женская версия. Дедушкина внучка |
| 2019 | Єдина радість                    | Единственная радость             |
| 2020 | Котячий будинок                  | Кошкин дом                       |
| 2020 | Наречена комдива                 | Невеста комдива                  |
| 2021 | Кримінальний лікар               | Криминальный доктор              |
| 2021 | Готель «Фенікс»                  | Отель «Феникс»                   |
| 2021 | Мій коханий друг                 | Мой любимый друг                 |
| 2021 | Таємниця Ліліт                   | Тайна Лилит                      |